# Anthreptes aurantius
El suianga colivioleta (Anthreptes aurantius) es una especie de ave paseriforme de la familia Nectariniidae propia de África central.

## Distribución y hábitat
Se encuentra en bosques y matorrales cercanos al agua de África central, distribuido por Angola, Camerún, República Centroafricana, República del Congo, República Democrática del Congo y Gabón.